# Indonesia en los Juegos Paralímpicos de Arnhem 1980
Indonesia estuvo representada en los Juegos Paralímpicos de Arnhem 1980 por quince deportistas masculinos.

## Medallistas
El equipo paralímpico indonesio obtuvo las siguientes medallas:
| Nombre                    | Deporte            | Evento                      |
| ------------------------- | ------------------ | --------------------------- |
| Oro                       |                    |                             |
| Yan Soebiyanto            | Bolos sobre hierba | Individual E masculino      |
| R. S. Arlen               | Halterofilia       | –57 kg amputación masculino |
| Plata                     |                    |                             |
| —                         |                    |                             |
| Bronce                    |                    |                             |
| Sigit Soepadi             | Bolos sobre hierba | Individual E masculino      |
| Soekarsan                 | Bolos sobre hierba | Individual F masculino      |
| Ismail Yamin Moenali      | Bolos sobre hierba | Dobles C masculino          |
| Safri Tanjung R. S. Arlen | Bolos sobre hierba | Dobles D masculino          |